# Koumana (Burkina Faso)
Pour les articles homonymes, voir Koumana.
Koumana est un village du département et la commune rurale de Bondokuy (ou Bondoukuy), situé dans la province du Mouhoun et la région de la Boucle du Mouhoun au Burkina Faso.

## Géographie

### Démographie
- En 2003 le village comptait 9 767 habitants estimés[2].
- En 2006 le village comptait 8 117 habitants recensés[1].

Avant les élections locales de 2012, les villages de Gargabouli et Hité étaient recensés dans la population du village de Koumana auquel ils étaient rattachés.

## Santé et éducation
Koumana accueille un centre de santé et de promotion sociale (CSPS).
Le village possède une école primaire publique, une medersa coranique et l'un des collèges d'enseignement général (CEG) du département.